# Унда
Унда́ (рос. Унда) — село у складі Балейського району Забайкальського краю, Росія. Адміністративний центр Ундинського сільського поселення.

## Населення
Населення — 959 осіб (2010; 1134 у 2002).
Національний склад (станом на 2002 рік):
- росіяни — 99 %